# Dražen Dalipagić
Dražen Dalipagić (cirílico sérvio:Дражен Далипагић) (Mostar, 25 de novembro de 1951 – Belgrado,  25 de janeiro de 2025) foi um basquetebolista bósnio. Foi um dos jogadores mais dominantes em Europa durante finais dos anos 1970 e princípios dos anos 1980.
Dražem nasceu de um casal misto (pai bosnio e mãe croata). Acabou o Instituto na Escola Técnica de Mostar e a Universidade na Escola de Magistério de Belgrado. Serviu no exército iugoslavo em 1979.
Dražen, amplamente conhecido por seu apelido Praja, começou a jogar ao basquete com 19 anos e dois anos mais tarde, em 1973, jogou a primeira de suas 243 partidas como membro da Seleção nacional de basquete de Iugoslávia, ganhando sua primeira de doze medalhas em competições internacionais. Participou nos Jogos Olímpicos em três ocasiões e foi determinante na equipe nacional iugoslava que conseguiu a medalha de ouro nos Jogos Olímpicos de 1980.
Dalipagić foi nomeado melhor desportista de Jugoslávia em 1978, sendo um dos desportistas iugoslavos mais premiados.
Enquanto jogava no Partizan Belgrado foi nomeado Jogador Europeu do Ano em três temporadas a: 1977, 1978 e 1980. Em 1976 levou o Partizan Belgrado ao título de Liga Iugoslava, e à Copa Korac da FIBA em 1978.
Entre 1973 e 1986 jogou 243 partidas com a seleção nacional iugoslava de basquete, ganhando o Campeonato mundial de basquete em 1978 e a medalha de ouro olímpica em 1980. Dalipagic foi incluído no Basketball Hall of Fame americano como jogador em 10 de setembro de 2004. É também Membro do FIBA Hall of Fame desde o ano 2007.
Possui o recorde de medalhas em mundiais, junto com os brasileiros Amaury Passos, Ubiratan Pereira Maciel e Wlamir Marques, o yugoslavo Krešimir Ćosić e o soviético Sergei Belov, com quatro medalhas cada um.
Como jogador, além de jogar 9 temporadas em clubes de Belgrado ao início e ao final de sua carreira desportiva, jogou 7 temporadas na Itália e uma na Espanha.
Desde que deixou de jogar profissionalmente o basquete, Dalipagić viveu em Belgrado e foi presidente do clube de basquete Novi Beograd (Atlas).
Em 2008 foi escolhido entre os Os 50 Maiores Contribuintes da Euroliga.
Morreu no dia 25 de janeiro de 2025 aos 73 anos.

## Clubes
- 1971-1980 Partizan de Belgrado
- 1980-1981  Reyer Venezia
- 1981-1982 Partizan de Belgrado
- 1982-1983 Real Madri
- 1983-1985  A.P.Ou. Udine
- 1985-1989 Reyer Veneza
- 1988-1989  Scaligera Verona
- 1990-1991 Estrela Vermelha